# Де Фау, Дирк
Дирк Де фау (нидерл. Dirk De fauw; род. 7 декабря 1957 года, Варсенар) — бельгийский политик, член партии «Христианские демократы и фламандцы». Глава города Брюгге с 1 января 2019 года.

## Биография
Родился в 1957 году в семье политического деятеля Илера Де Фау (1923—1992) и его жены Зои ван де Стин (1923—2017).
После начальной школы Святой Анны, ныне являющейся отделением Колледжа Св. Луи, он обучался в Колледже Св. Льва в центре Брюгге. В 1981 году с отличием окончил юридический факультет Лёвенского католического университета. Работал адвокатом. В настоящее время является партнёром юридической фирмы Brevia, расположенной в пригороде Брюгге Сент-Андриес.
Член городского совета Брюгге с 1983 года. 1 января 2019 года вступил в должность бургомистра, сменив на этом посту социалиста Ренаата Ландуи.
Утром 20 июня 2020 года Дирк Де Фау получил ножевое ранение в шею. Он был немедленно доставлен в больницу и прооперирован. Нападавший был арестован, а прокуратура Брюгге начала расследование по факту покушения на убийство.